# Archidendron jiringa
Archidendron jiringa – gatunek drzewa z rodziny bobowatych, pochodzący z Azji Południowo-Wschodniej.

## Zastosowanie
- Owoce (strąki) stanowią popularny składnik kuchni indonezyjskiej i malajskiej. Nasiona są lekko toksyczne ze względu na zawartość nierozkładalnego w organizmie kwasu djenkolowego. Spożycie może prowadzić niekiedy do ostrej niewydolności nerek, nazywanej djenkolizmem[5][6].
- Owoce i liście wykorzystywane są w medycynie ludowej[7].

## Przypisy

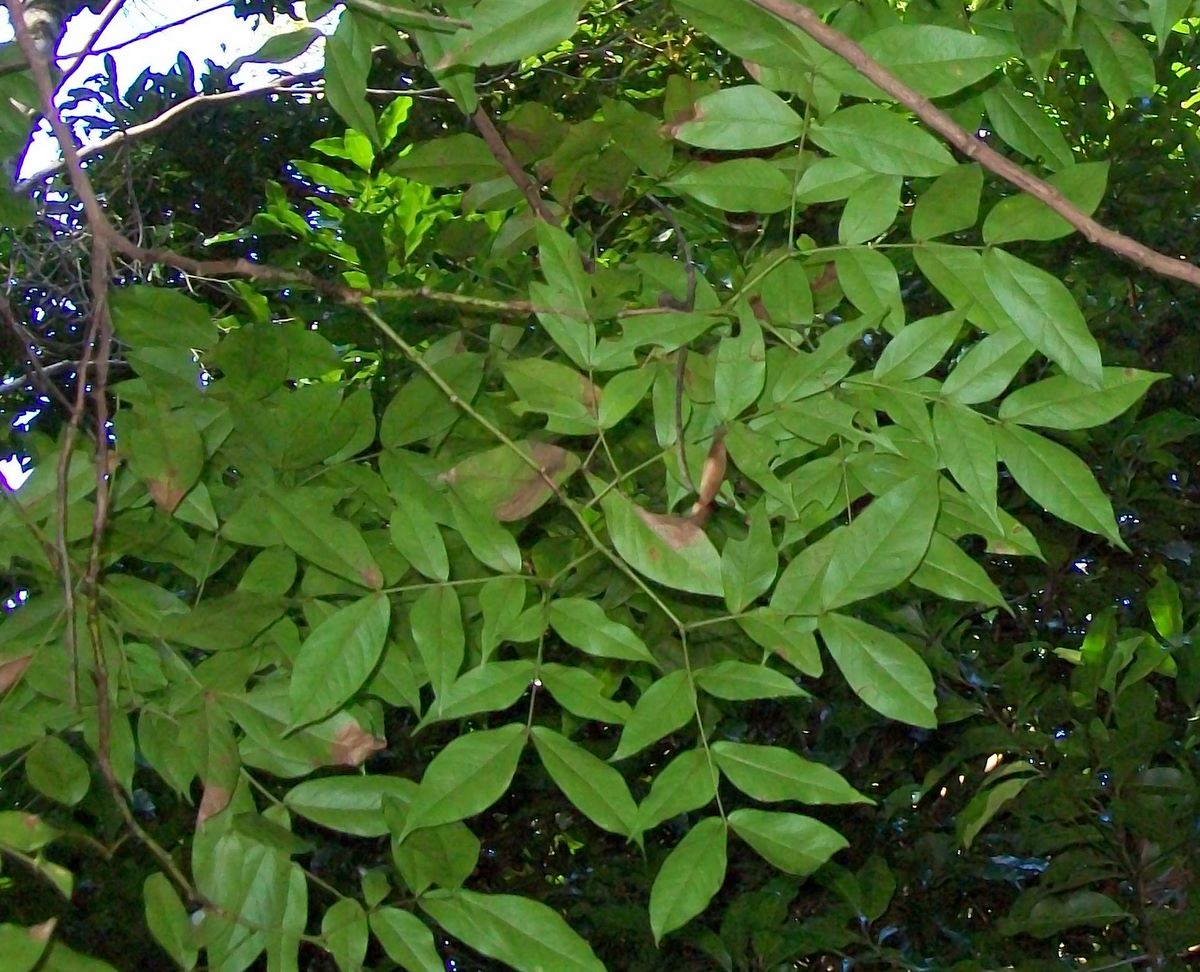
Gałązka z liśćmi